# Niéméné
Niéméné est une localité du centre de la Côte d'Ivoire et appartenant au département de Dabakala, Région de la Vallée du Bandama. La localité de Niéméné est un chef-lieu de commune.

## Personnalités
- Ally Coulibaly, homme politique né à Niéméné en 1951